# Sertularia intermedia
Sertularia intermedia är en nässeldjursart som beskrevs av Levinsen 1913. Sertularia intermedia ingår i släktet Sertularia och familjen Sertulariidae. Inga underarter finns listade i Catalogue of Life.